# 코미디타운

《코미디타운》(Comedy Town)은 대한민국의 SBS에서 방송됐던 콩트 및 버라이어티 형식의 코미디 프로그램이며 같은 기획사(지패밀리) 소속이었던 이휘재 유재석 등이 해당 프로그램을 통해 본업인 코미디 프로그램 복귀를 하여 앞시간대 프로그램인 《진기록 팡! 팡! 팡!》등 모든 예능 프로그램에서 빠졌다.
하지만, 일본 쇼프로그램 베끼기라는 의혹을 받으며 동시간대 MBC 《강호동의 천생연분》 등에 밀려 고전을 면치 못했고 결국 2003년 봄 개편으로 막을 내려야 했다.
한편, SBS는 해당 프로그램에 앞서 2002년 추석특집 파일럿으로 방송된 <김미화의 코미디 스쿨>을 정규 편성할 예정이었으나 이런저런 사정 때문에 좌절됐다.

## 방송 시간
- 2002년 11월 9일 ~ 2003년 4월 12일 : 매주 토요일 저녁 5시 50분 ~ 6시 40분

## 출연진
- 유재석
- 이휘재
- 송은이
- 김한석
- 정준하
- 김종석
- 조혜련
- 홍록기

## 코너 목록
- 어떤 장례식
- 파워전사 피스맨
- 겨우겨우 서커스
- 불멸의 새싹파
- 착한남자
- 환상특급
- 친구여
- 달밤의 지지배배
- 마술선생님
- 부자엄마 가난한 엄마
- 최후의 1분
- 원시인
- 태권도
- 사운드 오브 뮤직

## 결방
- 2003년 2월 22일 - 재연 다큐멘터리 <우리들의 영웅> 편성[4]
- 2003년 3월 22일 - 뉴스 특보 편성
- 2003년 4월 5일 - 7시부터 축구 올림픽대표 평가전 <한국 VS 코스타리카> 편성에 따라[5] 《솔로몬의 선택》이 5시 50분으로 이동하여 결방

## 시간대 변경
- 2003년 2월 1일 - 4시 20분부터 설 특집 <진기록 팡팡팡 베스트>, 6시 40분부터 설 특집 《솔로몬의 선택》 편성에 따라 5시 10분부터 6시 40분까지 설 특집 <폭소 열창 가요제>로 편성[6]

## 참고 사항
- 앞서 본 것처럼 일본 쇼프로그램 베끼기라는 의혹을 받으며[7] 동시간대 MBC 《강호동의 천생연분》 등에 밀려 시청률 부진의 늪에서 벗어나지 못했고 결국 방송 5개월 만에 종영하였다.

## 같이 보기
- 웃음을 찾는 사람들